# Park Hutnika w Tarnowskich Górach-Strzybnicy
Park Hutnika w Tarnowskich Górach-Strzybnicy – założony w latach 50. XX wieku park znajdujący się w Strzybnicy (od 1975 roku część Tarnowskich Gór), w miejscu wcześniejszego, XIX-wiecznego parku.

## Położenie
Park położony jest w północno-zachodniej części Tarnowskich Gór, na terenie dzielnicy Strzybnica w centralnej jej części. Ma kształt zbliżony do prostokąta, a jego granice tworzy ul. Zagórska od południowego zachodu, ul. Ks. prałata Edwarda Płonki od północnego zachodu, stacja elektroenergetyczna „Strzybnica” i łąki nad rzeką Stołą od północnego wschodu oraz osiedle kilku bloków mieszkalnych przy ul. Zagórskiej od południowego wschodu.

## Historia

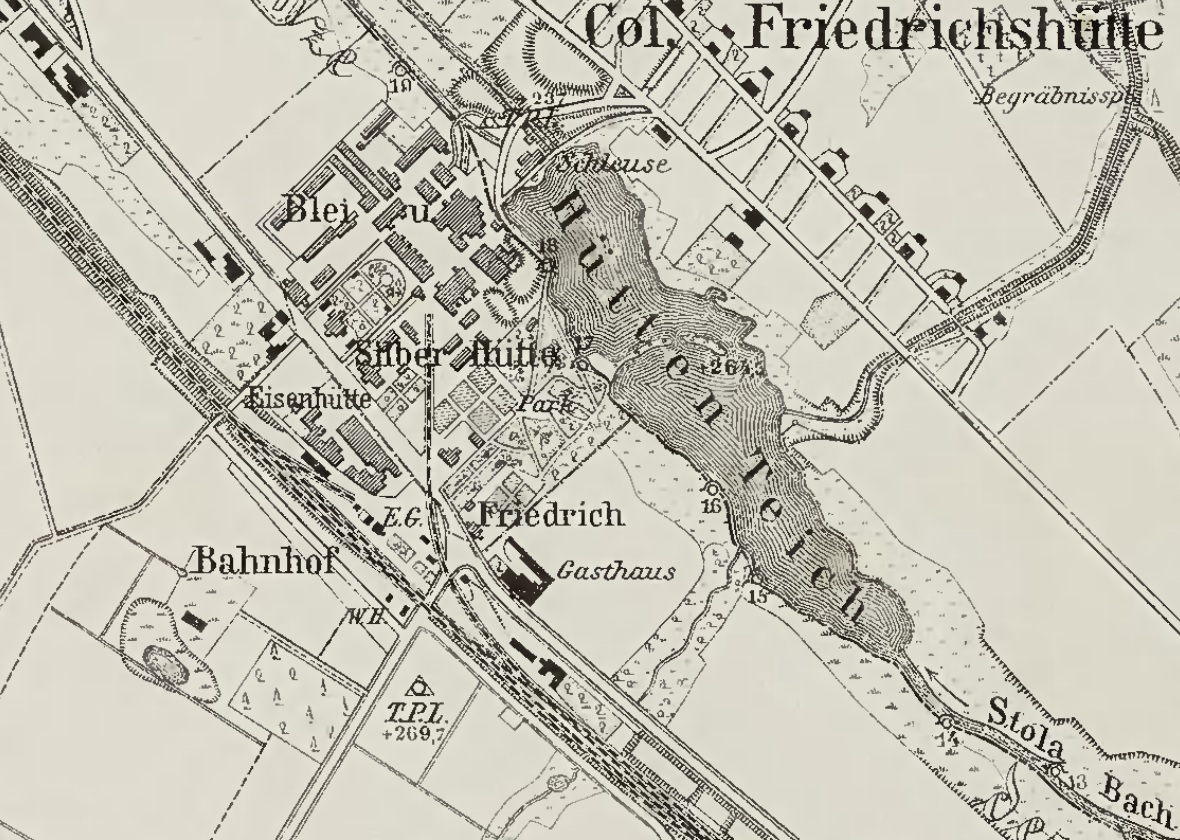
Królewska huta srebra i ołowiu Fryderyk oraz park i Staw Hutniczy (Hüttenteich). Fragment niemieckiej mapy topograficznej z roku 1883

Pierwszym parkiem na terenie obecnej Strzybnicy był powstały w I połowie XIX wieku  (najpewniej w latach 20. lub 30. XIX w.) Park Hutniczy (niem. Hüttenpark). Został on założony na niewielkim obszarze między działającą od 1786 roku hutą Fryderyk (Friedrichshütte), tzw. Stawem Hutniczym (Hüttenteich) a starą drogą prowadzącą z Rybnej ku nowo powstałej kolonii przemysłowej (Col. Friedrichshütte). Było to miejsce wypoczynku pracowników huty i ich rodzin, w którym organizowano również festyny i obchody święta upamiętniającego uruchomienie zakładu. Wraz z jego rozbudową, park przez lata kilkukrotnie zmieniał swój obszar i ostatecznie został przesunięty nieco na wschód . W latach 20. XX wieku na znajdującym się na terenie parku niewielkim głazie narzutowym umieszczono tablicę upamiętniającą powstania śląskie. Pomimo likwidacji huty Fryderyk w 1933 roku Park Hutniczy do połowy XX wieku zachował swój pierwotny charakter i służył mieszkańcom osady.
W latach 50. XX wieku w związku z rozbudową Zakładów Przetwórczych „Strzybnica”, powstałych na bazie dawnej huty, istniejący Staw Hutniczy zasypano, zaś stary Park Hutniczy został zlikwidowany . Po wschodniej stronie drogi z Rybnej do Strzybnicy, w szerokim pasie łąk nad rzeką Stołą, założono jednak nowy park, nazwany Parkiem Hutnika. W połowie lat 60. XX wieku drogę tę zastąpiła nowo wytyczona ul. Metalowców (obecnie Ks. prałata Edwarda Płonki), natomiast Zakłady Mechaniczne Przemysłu Metali Nieżelaznych „Zamet” zostały po raz kolejny rozbudowane kosztem niewielkiej, zachodniej części parku, gdzie wybudowano nowe hale fabryczne.

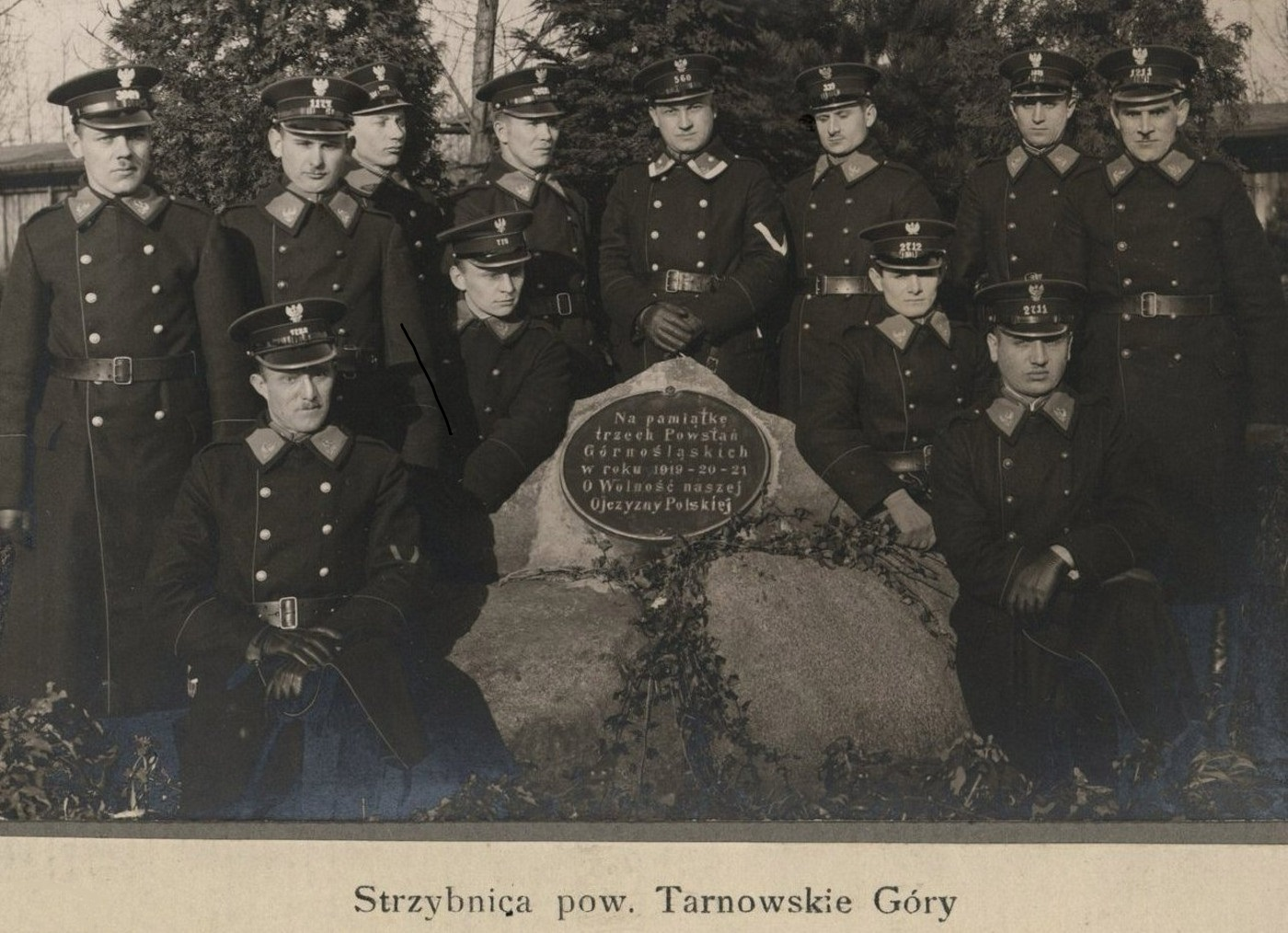
Pomnik powstań górnośląskich w Parku Hutniczym (zdj. 1927)

W kolejnych latach park zagospodarowywany był przede wszystkim w ramach czynów społecznych i ze środków „Zametu”. W 1970 roku w południowej części parku, w miejscu dawnego Domu Hutnika, otwarto nowy Zakładowy Dom Kultury, a w 1975 – mały amfiteatr z muszlą koncertową, służący organizacji imprez plenerowych, takich jak festyny z okazji Dnia Hutnika .
Przepływająca przez park rzeka Stoła w tym samym okresie została obudowana, a osuszone w ten sposób trzcinowiska zostały w większości obsadzone nowymi drzewami i krzewami, w wyniku czego park nieznacznie poszerzył się w kierunku wschodnim, osiągając ostateczną powierzchnię 2,57 ha. Mocno przebudowany Zakładowy Dom Kultury istnieje do dzisiaj .
Co roku w latach 2006–2019, w drugi dzień świąt wielkanocnych, w amfiteatrze na terenie parku Hutnika wykonywane było zdjęcie grupowe mieszkańców Strzybnicy . Akcja odbywała się z inicjatywy fotografa Bartłomieja Zylli i miała na celu ożywienie kulturalne tego miejsca . W 2013 roku w wydarzeniu udział wzięło około 130 osób . Ze względu na pandemię COVID-19 XV edycja akcji w 2020 roku odbywała się jedynie w mediach społecznościowych, a w 2021 roku nie została zorganizowana. Do tradycji powrócono w 2022 roku.
Do parku nawiązuje nazwa przystanku autobusowego Strzybnica Park Hutnika, na którym zatrzymują się autobusy Zarządu Transportu Metropolitalnego kursujące m.in. do tarnogórskiego centrum, do Pniowca, Tworoga czy Krupskiego Młyna.

## Flora
Drzewostan parku jest bardzo zróżnicowany choć stosunkowo młody. Drzewa liściaste reprezentowane są m.in. przez liczne lipy drobnolistne (Tilia cordata Mill.), buki zwyczajne (Fagus sylvatica L.), jawory (Acer pseudoplatanus L.) i graby pospolite (Carpinus betulus L.), występują również wiązy szypułkowe (Ulmus laevis Pall.), wierzby białe (Salix alba L.) oraz kruche (S. fragilis L.), dęby szypułkowe (Quercus robur L.) i czerwone (Q. rubra L.), kasztanowce pospolite (Aesculus hippocastanum L.), klony zwyczajne (Acer platanoides L.), srebrzyste (A. saccharinum L.) i jesionolistne (A. negundo L.), brzozy brodawkowate (Betula pendula Roth), jarzęby pospolite (Sorbus aucuparia L.) i robinie akacjowe (Robinia pseudoacacia L.). Krzewami występującymi licznie na terenie parku są głogi (Crataegus sp.) oraz karagany syberyjskie (Caragana arborescens Lam.), natomiast do drzew iglastych porastających ten obszar należą sosny czarne (Pinus nigra Arn.) i sosny wejmutki (P. strobus L.), świerki kłujące (Picea pungens Engelm.) oraz żywotniki zachodnie (Thuja occidentalis L.).

## Galeria

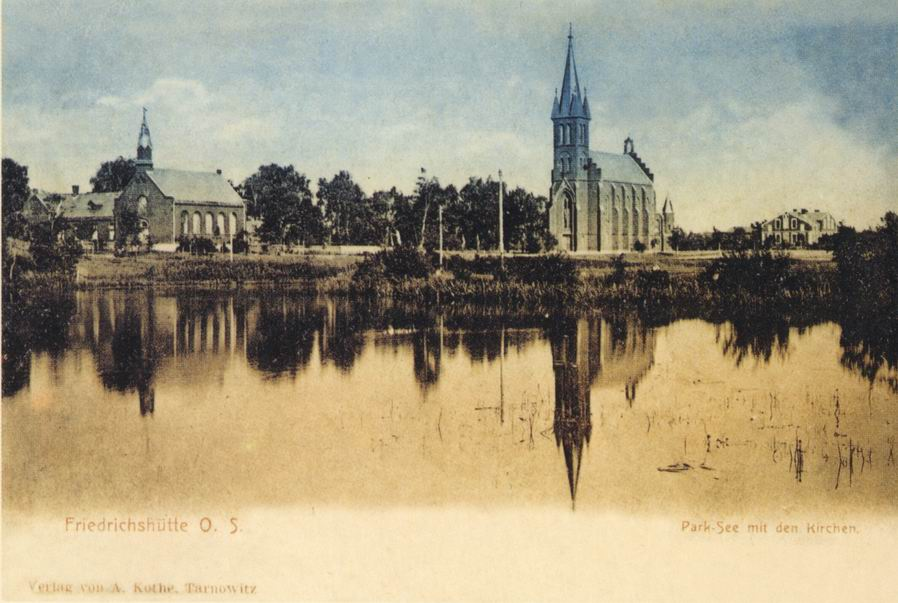
Staw w Parku Hutniczym (Hüttenpark) z widocznymi kościołami – ewangelickim i katolickim – na drugim planie (pocztówka z przełomu XIX i XX w.)
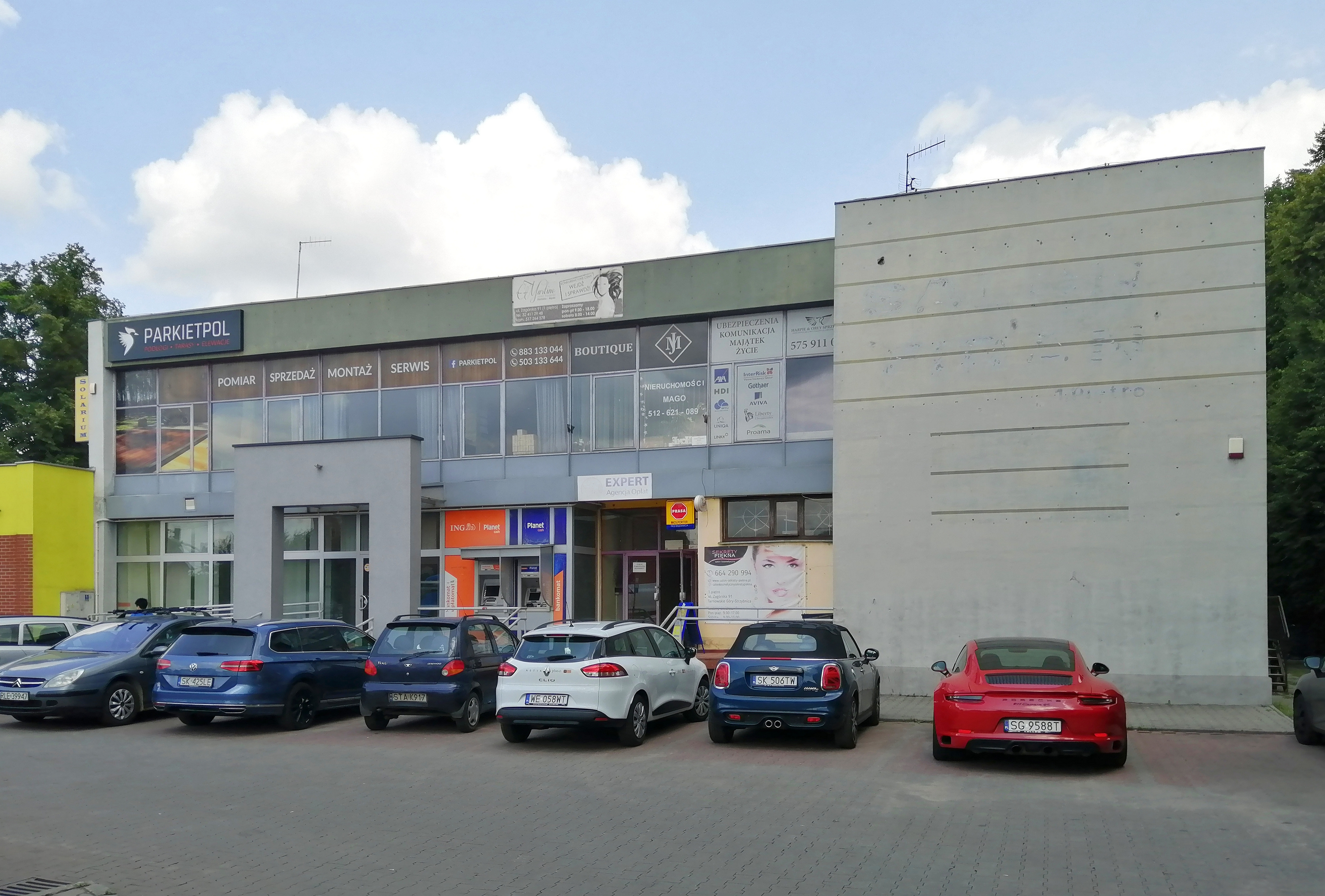
Dawny zakładowy dom kultury. Stan na 2021
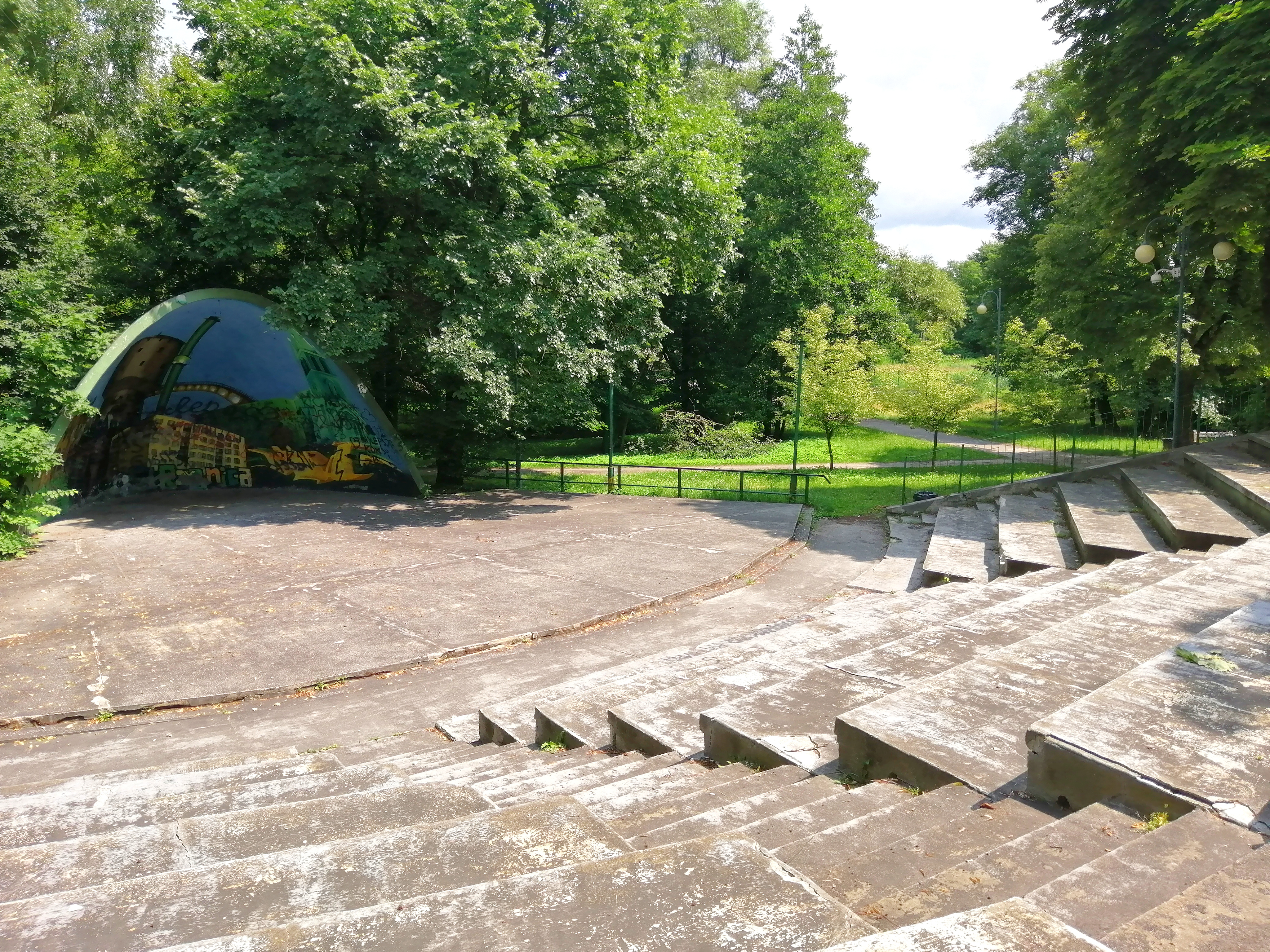
Amfiteatr (zdj. 2021)
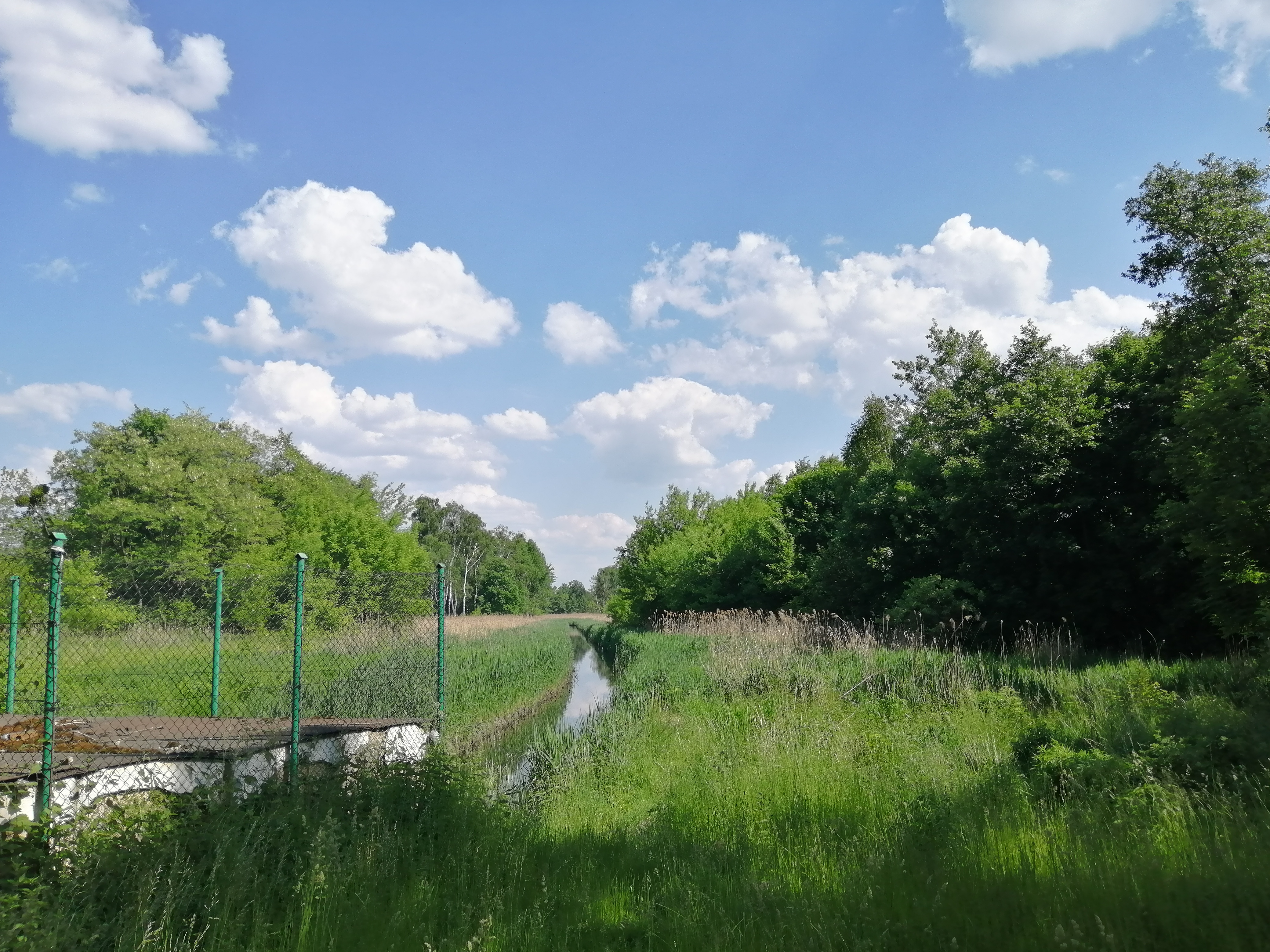
Rzeka Stoła wpływająca do podziemnego kolektora pod parkiem (zdj. 2021)